# Gieorgij Aprielew
Gieorgij Pietrowicz Aprielew, ros. Георгий Петрович Апрелев (ur. 1 marca 1889 r., zm. 10 stycznia 1964 r. w Paryżu) – rosyjski wojskowy (pułkownik), emigrant.
W 1908 r. ukończył Korpus Paziów. Służył w stopniu korneta w lejbgwardii Pułku Kirasjerów. W 1911 r. rozpoczął naukę w Nikołajewskiej Akademii Sztabu Generalnego. W 1912 r. awansował na porucznika. Po wybuchu I wojny światowej powrócił do Pułku Kirasjerów. Jesienią 1914 r. został ciężko ranny podczas walk w Prusach Wschodnich. Po wyleczeniu na początku 1915 r., skierowano go do Sztabu Generalnego. Następnie służył jako pełniący obowiązki starszego adiutanta sztabu 1 Gwardyjskiej Dywizji Kawalerii. Po pewnym czasie został starszym adiutantem sztabu Kaukaskiej Dywizji Kawalerii. Pod koniec 1915 r. powrócił do Pułku Kirasjerów, obejmując w stopniu rotmistrza dowództwo jednego ze szwadronów. Latem 1917 r. w stopniu pułkownika przeniesiono go do oddziału łączności Głównego Dowództwa. 
Po rewolucji bolszewickiej 1917 r. przybył do Nowoczerkaska, wstępując do nowo formowanych wojsk Białych. Uczestniczył w 1 Marszu Zimowym. W maju 1918 r. odkomenderowano go do sztabu Armii Ochotniczej. W czerwcu tego roku został adiutantem głównodowodzącego gen. Antona Denikina. Podczas 2 Marszu Zimowego został ranny. Po wyzdrowieniu pod koniec 1918 r., odkomenderowano go do oddziału łączności sztabu Armii Ochotniczej. Od końca kwietnia 1919 r. służył w sztabie grupy armijnej gen. Piotra Wrangla. We wrześniu tego roku objął dowództwo Mieszanego Pułku Ułańskiego. W listopadzie 1920 r. wraz z wojskami Białych został ewakuowany z Krymu do Gallipoli. Na emigracji zamieszkał w Królestwie SHS. Służył krótko w jugosłowiańskiej straży pogranicznej. Pod koniec 1920 r. wyjechał do Szanghaju. Następnie zamieszkał we Francji. Objął funkcję dyrektora rosyjskiego korpusu kadetów w Wersalu pod Paryżem.